# قطعنامه ۷۴۰ شورای امنیت
قطعنامه ۷۴۰ شورای امنیت سازمان ملل متحد که در تاریخ ۰۷ فوریه ۱۹۹۲ تصویب شد، سندی بین‌المللی دربارهٔ جمهوری فدرال سوسیالیستی یوگسلاوی است. این قطعنامه طی نشست ۳۰۴۹ام با ۱۵ رای موافق، ۰ مخالف و ۰ ممتنع تصویب شد.